# Дзамбони, Филиппо
Филиппо Дзамбони (итал. Filippo Zamboni; 1826, Триест — 1910, Вена) — итальянский историк литературы и поэт.

## Биография
В 1848—1849 гг. принимал участие в обороне революционной Римской республики, руководя вместе с Франческо Даль’Онгаро студенческим отрядом (этим событиям посвящены его «Воспоминания о римском университетском батальоне (1848—1849)» (Ricordi del battaglione universitario romano (1848—1849), опубликованные посмертно. Позже работал преподавателем итальянского языка и литературы в Высшей технической школе и Коммерческой академии в Вене. Его лучшие драматические произведения: «Bianca della Porta» (1859 и 1870), «Roma nel Mille» (1875 и 1903) и «Sotto i Flavi» (1835). По истории домашнего рабства в Средние века: «Gli Ezzelini, Dante е gli schiavi».
Дзамбони много путешествовал по Европе, Азии и Африке, оставил воспоминания Memorie autobiografiche (1906). О романтическом и несколько необычном складе его личности свидетельствует небольшой текст Bacio nella luna («Поцелуй на Луне») — в сочетании пятен на поверхности спутника Земли Дзамбони увидел изображение целующихся влюблённых.

## Труды
- Il De profundis del generale Zamboni [S.l. : s.n., dopo il 1849]
- Antologia italiana ordinata per secoli; con note in lingua tedesca Vienna : R. Lechner, 1861
- Bianca della Porta : tragedia / con note storiche Firenze : G. Molini, 1862
- Gli Ezzelini, Dante e gli schiavi : pensieri storici e letterari /con documenti inediti Firenze : Molini, 1864
- Roma nel Mille : poema drammatico / Firenze : Le Monnier, 1875
- Discorso di Filippo Zamboni capitano del battaglione universitario mobilizzato (1848-49) dopo che il di 15 settembre ebbe consegnata in Campidoglio al Comune di Roma l’antica bandiera del suo battaglione Bologna : Società tipografica dei Compositori, 1877
- Ai superstiti del battaglione universitario romano mobilizzato detto dei tiraglioni del 1848—1849 / Firenze : tip. Landi, [dopo il 1879]
- Sotto i flavi : poema drammatico in 9. parti /Firenze : Tip. dell’arte della stampa, 1885
- Di antichita e belle arti : Scritti Firenze : Tip. Di Salvadore Landi, 1889
- Cristoforo Colombo nella storia dell’umanità e delle leggi universali :E. Sambo e C.,1894?]
- Dal Carso a Trieste /[S. l. : s. n., 19..?]
- Il fonografo e le stelle e la visione del Paradiso di Dante : sogni d’un poeta triestino : Landi, 1900
- Il bacio nella Luna; Pandemonio; Ricordi e bizzarrie / Filippo Zamboni; a cura della vedova Emilia Zamboni; con avvertenza di Elda Gianelli Firenze : ed. G. Romagna & c.,Roma 1912
- Ricordi del battaglione universitario romano (1848—1849) / Filippo Zamboni; per cura di Emilia Zamboni; prefazione di Ferdinando Pasini Trieste : Parnaso, 1926